# Gasparo Contarini
Gasparo Contarini (16 d'octubre de 1483 – 24 d'agost de 1542) va ser un diplomàtic italià, bisbe de Belluno i cardenal. Va ser un dels primers en proposar diàleg amb els protestants, després de la Reforma.

## Biografia
Nascut a Venècia, era el fill major d'Alvise Contarini, de l'antiga noble Casa de Contarini, i la seva esposa Polissena Malpiero. Després d'una profunda formació científica i filosòfica a la Universitat de Pàdua, va començar la seva carrera al servei de la seva ciutat natal. Des de setembre de 1520 fins a l'agost de 1525, va ser ambaixador de la República davant Carles V, amb qui Venècia aviat estaria en guerra, va ordenar defensar l'aliança de la República amb Francesc I de França. Tot i que va participar en la Dieta de Worms l'abril de 1521, mai va veure ni va parlar amb Martí Luther. Va acompanyar Carles als Països Baixos i Espanya.
Va participar en el Congrés de Ferrara el 1526 com a representant de la República; al Congrés es va formar la Lliga de Cognac contra l'Emperador, aliant França amb Venècia i diversos estats d'Itàlia. Posteriorment, després del saqueig de Roma (1527), va ajudar a reconciliar l'emperador amb Climent, l'alliberament del qual havia obtingut i amb la República de Bolonya. Al seu retorn a Venècia, va ser nomenat senador i membre del Gran Consell.
En 1535, Pau III va fer inesperadament del diplomàtic secular un cardenal per tal d'obligar a un home capaç de disposició evangèlica als interessos romans. Contarini va acceptar, però en la seva nova posició no va exhibir la seva antiga independència. En el moment en què va ser ascendit a cardenal, el 21 de maig de 1535, encara era un laic. No obstant això, ja a l'octubre de 1536 va ser nomenat bisbe de Belluno Un dels fruits de la seva activitat diplomàtica és el seu De magistratibus et republica Venetorum.
Com a cardinal, Contarini figura entre els més destacats dels Spirituali, els líders del moviment per a la reforma dins de l'església romana. L'abril del 1536, Pau III va nomenar una comissió per idear maneres de reformar-la, amb la presidència de Contarini. Pau III va rebre favorablement el Consilium de Emendanda Ecclesia de Contarini, que es va distribuir entre els cardenals, però va romandre com una carta morta. Contarini en una carta al seu amic, el cardenal Reginald Pole (de data 11 de novembre de 1538) diu que les seves esperances han estat despertades de nou per l'actitud del papa. Ell i els seus amics, que van formar el moviment evangèlic catòlic dels Spirituali, pensava que tot s'havia fet quan s'havien allunyat els abusos en la vida de l'església. El que Contarini tenia a veure amb ell es mostra amb les seves cartes al papa en què es queixava del cisma a l'església, de la simonia i l'adulació a la cort papal, però sobretot de la tirania papal, els seus passatges menys agraïts. El successor de Pau III, Paul IV, tot i que havia estat membre de la comissió, el 1539 el va incloure al Index Librorum Prohibitorum.
En 1541, el cardenal Contarini va ser legat papal a la Conferència de Ratisbona, la dieta i el debat religiós que marcà la culminació dels intents de restablir la unitat religiosa a Alemanya mitjançant conferències. Allà tot era desfavorable; els estats catòlics eren amargs, els evangèlics estaven llunyans. Les instruccions de Contarini, tot i que aparentment lliures, eren, en realitat, plenes de reserves papals. Però el partit papal l'havia enviat amb gust, pensant que a través d'ell es podia produir una unió en la doctrina, mentre que l'interès de Roma podia ser atès posteriorment. Tot i que els prínceps es van mantenir allunyats, els teòlegs i l'emperador van ser per la pau, de manera que els articles principals es van presentar en una fórmula, evangèlica en pensament i en expressió catòlica. El legat papal havia revisat la proposta catòlica i va acceptar la fórmula acordada. Tots van donar la seva aprovació, fins i tot Johann Eck, encara que després ho va lamentar.
L'assessor teològic de Contarini va ser Tommaso Badia; la seva posició es mostra en un tractat de justificació, compost a Regensburg, que en punts essencials és evangèlic, diferent només en l'omissió del costat negatiu i en l'entrellaçat amb l'ensenyament d'Aquino. Mentrestant, la política papal havia canviat i Contarini es va veure obligat a seguir al seu líder. Va aconsellar a l'emperador que, després que la conferència s'hagués trencat, que no el renovés, sinó per enviar-ho tot al papa.
Ignasi de Loyola va reconèixer que el cardenal Contarini era en gran manera responsable de l'aprovació papal de la Companyia de Jesús el 27 de setembre de 1540. Mentrestant, Roma es va inclinar encara més en la reacció, i Contarini va morir mentre era legat a Bolonya, en un moment en què la Inquisició havia enviat molts dels seus amics i els seus col·legues a l'exili.

## La Mancomunitat i el Govern de Venècia

De republica Venetorum, 1626.

El llibre de Contarini De magistratibus et republica venetorum (París, 1543) és una font important per a l'estudi del sistema de govern únic de Venècia dels segle xvii i XVII. Va ser publicat en una traducció a l'anglès l'any 1599. Aquest treball magisterial, escrit durant el seu temps com a ambaixador de Carles V, exalta les diferents institucions de l'estat venecià d'una manera que fa èmfasi en l'harmonia, l'equitat i la serenitat. Els historiadors han demostrat que aquest text representa la idealització de Contarini de la realitat veneciana. Probablement escrit per a un públic estranger i cortès, aquest treball funciona com a font per a la propagació eterna del "mite de Venècia" com una societat estable, inamovible i pròspera.
La seva representació de com els membres del consell eren elegits per al senat, per exemple, tenia com a finalitat fer èmfasi en la forma en què el sistema electoral va impedir el faccionalisme, en comptes d'assegurar-se que "els beneficis públics s'estenen àmpliament entre els ciutadans", en comptes d'anar a "una família". Una loteria elaborada es descriu com donar la màxima quantitat d'atzar en el nomenament de patricis a càrrecs particulars, i es té cura de destacar si dues d'una família estan en peu per a missatges similars. Es fa èmfasi en l'equitat en les constants referències de Contarini a la igualtat que gaudeixen els membres del consell. "Se senten on els agrada, perquè no hi ha cap lloc designat per a cap", i "amb jura prometen fer la seva màxima diligència, que es puguin observar les lleis".
La descripció de Contarini del Dux demostra lúcidament la forma en què aquesta figura encarna tant la il·lusió conscient d'un govern monàrquic resplendent com una demostració igualment conscient d'un règim que vol retratar-se com a governat per molts que limiten els poders d'un. Aquesta dualitat calculada significa que el dux de Contarini, que el segon llibre de De magistratibus es dedica gairebé exclusivament a discutir, representa el punt més proper al seu text a allò que realment es va produir, ja que el Dux va servir d'encarnació literal de la idealització de la realitat veneciana política. Per a Contarini, aquesta dualitat gairebé defineix la grandesa de la constitució veneciana. El dux és el "cor", sota el qual "tots estan formats". Contarini el col·loca al centre de la seva metàfora corporal, fent-lo sinecdògic per a la ciutat i la gent que resideix dins d'ella. Això significa que ha d'assegurar-se que els interessos dispars i competidors de la ciutat guanyen en el temps els uns als altres, creant en el procés la "perfecció de l'acord civil". El seu treball com a director d'orquestra, en comptes d'un governant, significa, per tant, que el paper assumeixi l'aspecte representatiu de tota la ciutat. Per tant, es pot comparar la descripció de Contarini amb els seus vestits, privilegis i rituals amb la que Marin Sanudo’s fa dels espais físics de Venècia en el seu assaig Elogi de Venècia. Tots dos estan dissenyats per enaltir les virtuts de tota la ciutat descriure parts representatives. Això és evident en la manera en què tots dos autors tracten la capella de Sant Marc. Els sants patrons van ser molt importants en termes d'identificació ciutadana en la Itàlia renacentista. Contarini fa èmfasi en això, dient que ell "està amb l'honor solemnitzat dels venecians". La seva descripció de l'estreta relació del Dux amb el sant, a través de la "pompa solemne" amb la qual acudeix a la capella del sant, s'uneix a l'esmentat "honor superior", de manera similar a la manera en què Sanudo glorifica a Venècia com un tot referint-se constantment a la bellesa i la vàlua de la plaça i la capella de Sant Marc com a part de l'elogi panoràmic de la ciutat.
Al mateix temps, però, l'objectiu general de Contarini és, per descomptat, la glorificació de la naturalesa republicana de la seva ciutat. Per tant, no pot evitar referir-se a "l'altre costat" de la figura del Dux quan parla sobre el seu "espectacle d'aparició real". Coses com els "ornaments reals", que eren "peces sempre morades o tela d'or", ambdues manifestacions ostentoses de riquesa i poder, eren per assegurar-se que era "recompensat" per la seva "limitació de l'autoritat". Contarini conclou així de manera oberta que el dux és una combinació de mite i realitat, dient que "en tot el que es pot veure l'espectacle d'un rei, però la seva autoritat no és res". De fet, com Edward Muir assenyala que "al segle xvi pràcticament cada paraula, gest i acte que el dux feia en públic estava subjecte a una regulació legal i cerimonial". No podia comprar joies cares, propietats pròpies fora de Venècia o el Veneto, mostrar les seves insígnies fora del Palau Ducal, decorar el seu apartament com volgués, rebre persones amb el seu vestit ducal, enviar cartes oficials o tenir vincles estrets amb gremis, entre un moltes altres restriccions. Legalment, per tant, el poder a Venècia va venir dels nombrosos consells, no del cap de la figura. El dux es converteix així en una declaració republicana descarada. Venècia va cridar l'atenció sobre un príncep, magníficament adornat, només per dirigir el poder més executiu als consells dels seus ciutadans.